# 코이코이
코이코이(일본어: こいこい 고이코이[*])는 2명이서 하는 일본의 하나후다 게임 중 하나이다.

## 대중문화 속 코이코이
코이코이는 2009년 공개된 애니메이션 영화 《썸머 워즈》의 중요 소재로 나온다. 2020년 공개된 비디오 게임 《51 Worldwide Games》의 수록 게임이기도 하다.